# トーマス・ベドーズ

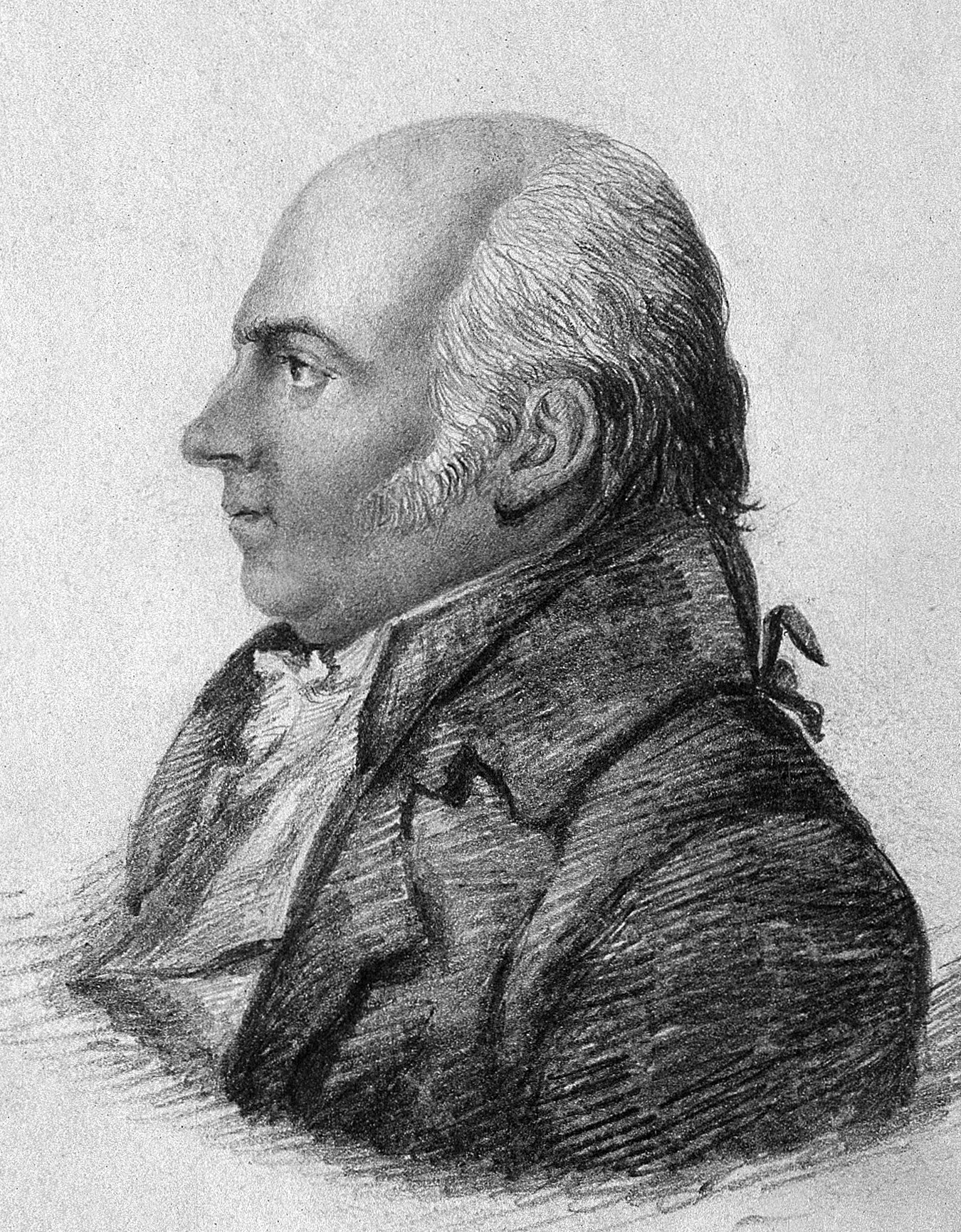
Thomas Beddoes

トーマス・ベドーズ（Thomas Beddoes、1760年4月13日 – 1808年12月24日）は、イギリスの医師、著述家である。結核などの疾患の治療に酸素などの気体を与える方法を試みた。

## 生涯
シュロップシャーのShifnalに生まれた。オックスフォード大学のペンブロークカレッジで学んだ。1780年代の始めにエディンバラ大学の医学部に学び、化学をジョセフ・ブラックに学び、博物学をジョン・ウォーカーに学んだ。ロンドンでジョン・シェルドンに外科学を学んだ。1784年にイタリアの博物学者、ラザロ・スパランツァーニの博物学の論文を翻訳し、1785年にスウェーデンの化学者トルビョルン・ベリマンの化学親和性に関する著書の翻訳を行った。
1786年にオックスフォード大学で医学博士の学位を取り、パリを訪れた時、ラヴォアジエと知り合いになった。1788年にオックスフォード大学の化学のリーダーに任命され、彼の講義は多数の観客を集めたが、フランス革命を支持したことで非難を集め、その職を辞任した。 飲酒の弊害を描いた小説『History of Isaac Jenkins』を執筆し、これは40,000部をこえるベストセラーとなった。
1793年から1799年の間、ホットウェルズのホープ·スクエアに診療所を持ち、結核患者の治療を行った。肉屋に従事する人々が結核にかかる人が少ないという知見から診療所の横に牛小屋をつくり乳牛を飼った。酸素を発見したラヴォアジエに感銘をうけていたベドーズは各種のガスを患者に吸わせて治療することを夢見て研究を始めた。気体研究所を設立し、ハンフリー・デービーを顧問に迎えた。デービーは気体研究所で笑気ガスの人間の感覚に対する影響を発見した。これらの治療法は結核の治療に効果はなく研究は放棄され、通常の病院に戻っていった。

## エピソード
ベドーズは詩人のサミュエル・テイラー・コールリッジの友人であり、コールリッジの神秘的で怪奇な詩作品にベドーズとの交流が影響を与えたとされている。息子のThomas Lovell Beddoesは詩人となった。
牛を結核の治療に使おうと考えたベドーズであったにもかかわらず、ジェンナーの牛痘による天然痘の予防には懐疑的であったとされる。

## 著書
本文中の著書以外のリスト
- Chemical Essays by Carl Wilhelm Scheele (1786) カール・ヴィルヘルム・シェーレの著書の翻訳
- An Account of some Appearances attending the Conversion of cast into malleable Iron.  In a Letter from Thomas Beddoes, M. D. to Sir Joseph Banks, Bart. P.R.S. (Phil. Trans. Royal Society, 1791)
- Observations on the Nature and Cure of Calculus, Sea Scurvy, Consumption, Catarrh, and Fever (1793)
- Observations on the nature of demonstrative evidence, with an explanation of certain difficulties occurring in the elements of geometry, and reflections on language (1793)

- Political Pamphlets (1795–1797)
- Contributions to Physical and Medical Knowledge, principally from the West of England (1799). この著書で、Biology の用語を始めてベドーズが用いた。 [3]